# 藤本竹葉
藤本竹葉（ふじもと たけは）は祇園甲部芸妓、京舞井上流の名取。京都市出身。10代で舞妓として店出し（披露）、20代で芸妓となる。名取に相応しく舞踊に精進し、『都をどり』や『温習会』などで活躍し、芸妓組合の組合長を務め現役である。2008年6月24日、京都伝統伎芸振興財団（通称、おおきに財団）より「伝統技芸保持者」の認定を受けた。